# Шепетівка
Шепеті́вка — місто в Україні, адміністративний центр Шепетівської міської громади та Шепетівського району Хмельницької області.
Населення: 41 189 осіб (2020), 43 661 особа (2010); 47 988 осіб (2007), 48 212 осіб (2001).
Місто розташоване на річках Гуска і Косецька (басейн Горині), за 100 км. від Хмельницького. Вузол залізничних (станції Шепетівка і Шепетівка-Подільська) і автомобільних шляхів. Харчова (цукровий комбінат), деревообробна та добувна промисловість. Заводи: культиваторів, «Пульсар», механічний та інші. Музей пропаганди. Шепетівський коледж ПДАТУ; медичне училище; пансіон.
Відоме з 1594 року. Статус міста з 1619 року.

## Історія

### Давня доба
Археологічними дослідженнями середини XX століття виявлено, що територія міста була заселена людьми з давніх часів (тут знайдено крем'яні ножі та інші знаряддя праці доби неоліту). Поблизу Шепетівки в урочищі Гусеньці під час археологічних розкопок виявлено курганний могильник зі скарбом кельтських сокир доби бронзи. На околицях міста височать кургани скіфо-сарматських часів.

### 1594—1772: Велике князівство Литовське і Річ Посполита
Перша згадка про населений пункт датується 1594 роком: село Шепетівка входило до Кременецького повіту Волинського воєводства як володіння Андрія Ждярського.
Населення Шепетівки зазнавало спустошливих нападів кримськотатарських орд та польсько-шляхетських військ, одночасно інтенсивно відбувався процес покріпачення селянства. У відповідь на феодальний гніт селяни та ремісники брали участь у повстаннях 1591—1593 років на чолі з гетьманом Криштофом Косинським та у 1594—1596 роках — під проводом Северина Наливайка. Під час визвольної війни в липні 1648 року, коли селянсько-козацькі полки Максима Кривоноса підійшли до Полонного, мешканці Шепетівки та навколишніх сіл поповнили лави українського війська. Тоді ж Шепетівку зайняло українське козацьке військо та залишило в ньому залогу, яка під час утворення восени 1648 року Волинського полку стала основою його Шепетівської сотні.
В липні 1649 року Шепетівку спалили загони воєводи белзького, що призвело до її занепаду. За податними описами 1650 року тут налічувалося лише три будинки. Це пояснюється також тим, що частина мешканців Шепетівки переселилася на Наддніпрянщину. У цьому ж році Шепетівка стає містечком як власність князя Владислава Домініка Заславського, а в 1673 році переходить у володіння князів Любомирських як придане за княжною Заславською, пізніше — стає власністю князів Санґушків.
Внаслідок розподілу маєтків між князями Санґушками: Павлом — маршалком Великого князівства Литовського, Ієронімом — воєводою литовським, Янушем — стражником Великої корони — Шепетівка разом з довколишніми селами дісталася князю Ієроніму і довгий час залишалася власністю його нащадків по прямій лінії. В 1859 році місто перейшло до графа Альфреда Потоцького, який оженився на дочці Романа Санґушка — Марії. Потоцькі володіли Шепетівкою до 1917 року.

### 1793—1914: Шепетівка у складі Російської імперії

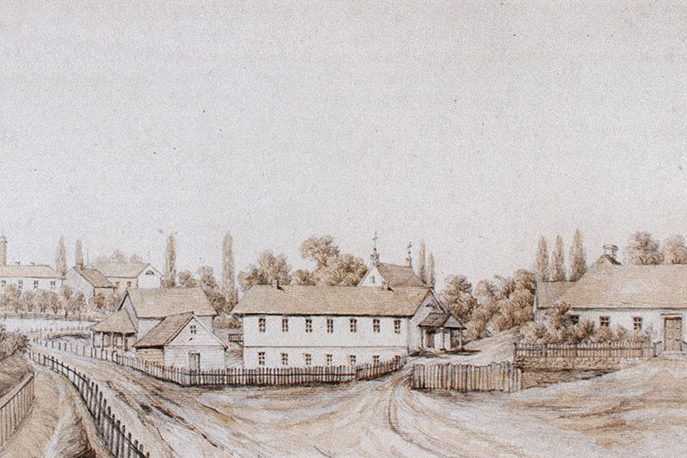
Заклад мінеральних вод. Малюнок Наполеона Орди. Друга половина ХІХ століття

У 1793 році Шепетівка відійшла до Ізяславського намісництва Російської імперії. З 1896 року — стала волосним центром.
Процес розпаду феодально-кріпосницьких і розвитку капіталістичних відносин не обминув і Шепетівку. Починаючи з 1816 року, князь Санґушко розводив на своїх землях великі отари тонкорунних овець, заснував у містечку першу суконну мануфактуру. Розширювались площі поміщицьких земель, зайнятих під посіви цукрових буряків. У 1843 році стала до ладу Шепетівська цукроварня, на якій виготовляли понад 50 тисяч пудів цукру-піску на рік, а у 1846 році було побудовано рафінадний завод. Стає до ладу лісозавод, споруджується цегельний, черепичний заводи, підприємство по виготовленню смоли та скипидару . З попитом на будівельні матеріали розширюються каменоломні.
Шепетівка здавна відома як курортне місто. Вона славилась мінеральними водами, багатими на вміст заліза. У лікувальних цілях вода використовувалась з 1821 року. У 1884 році князем Євстахієм Санґушком на базі мінеральних джерел було відкрито лікувальні купальні.
В 1873 році через містечко пролягла залізнична лінія Київ-Берестя, відкрилось паровозне депо.

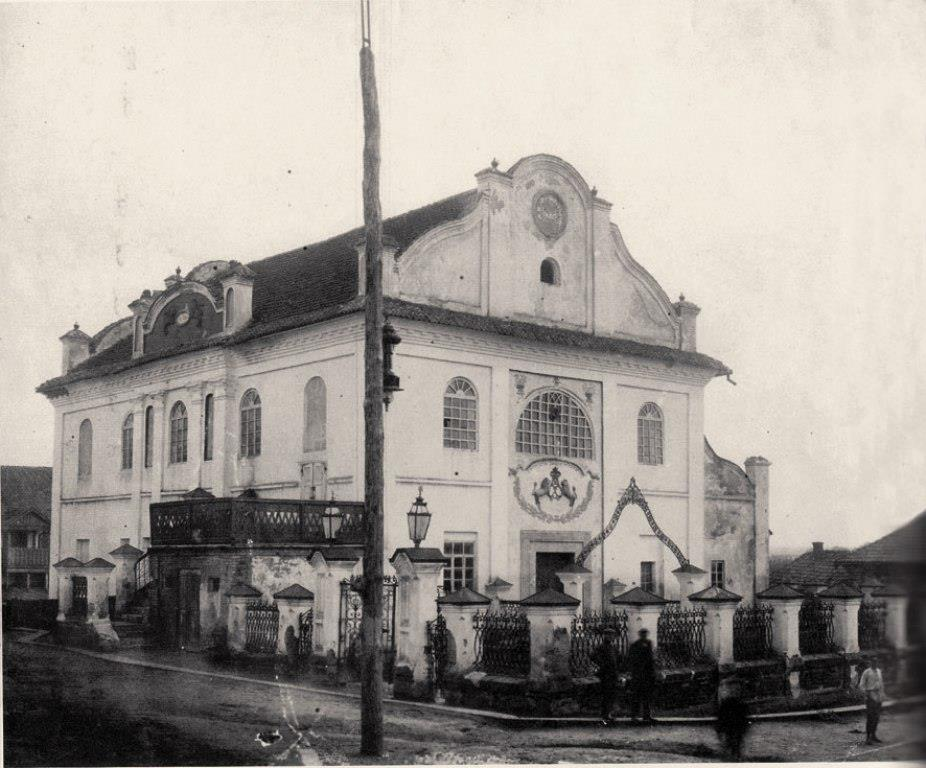
Старе фото синагоги (1912—1914)

Шепетівка мала щотижневий базар і 4 річні ярмарки. У 1888 році в містечку почали працювати поштова контора й телеграфна станція.

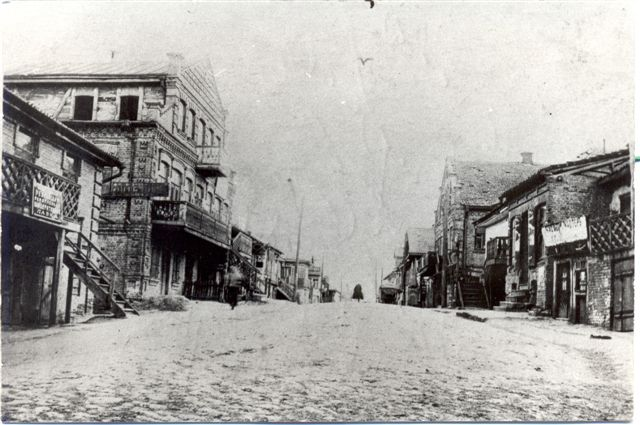
Одна з центральних вулиць Шепетівки, 1917 рік.

Засноване в 1865 році однокласне народне училище у 1900 р. було переформовано у двокласне. З 1872 року діє церковно-парафіяльна школа. Починають функціонувати земська лікарня на 25 ліжок, 2 медичних пункти, приватна аптека, водолікарня. З культових закладів діють православна церква, костел, синагога.
Швидкий розвиток промисловості зумовив швидке зростання населення: у 1891 році в містечку налічувалось 5926 жителів — це у 2,5 рази більше, ніж у 1870 році.
У роки нового промислового піднесення зростало промислове виробництво і в Шепетівці. В 1912 році відкривається друкарня, закінчено будівництво залізничної колії Шепетівка — Гречани. Цукрові заводи, на яких працювало понад 1200 робітників, за сезон 1912—1913 років виробили 29459 центнерів цукру. Це було досить механізоване виробництво, де застосовувались парові котли потужністю 25 кінських сил і парові машини іноземного виробництва у 15 кінських сил. В місті діяли лісопильний завод, паровий млин, майстерня по виготовленню черепиці. Значно збільшилось число залізничників, робітників цегельного заводу, ремісників. У 1910 році в містечку налічувалось понад 6 тисяч робітників
Шепетівка за тих часів — типове провінційне містечко Російської імперії. В 1910 році налічувалось 1578 житлових будинків, з них лише декілька десятків були мурованими. Забудова, особливо на околицях, велася безладно. Лише одну вулицю — від цукроварні до залізничної станції було забруковано. Містечко не мало електричного освітлення, водогону, транспорт налічував 14 візників, діяли численні приватні крамниці, 3 харчевні.

### Перша світова Війна
В роки першої світової війни Шепетівка опинилась у прифронтовій смузі. Сюди прибували біженці з Польщі. Не вистачало житла, зростали ціни на продукти, предмети широкого вжитку. Через залізничну станцію безперервно йшли ешелони з пораненими солдатами.

### Українська Народна Республіка
Звістка про Лютневу революцію в Петрограді досягла Шепетівки на третій день. Поряд з органами влади, які представляли Тимчасовий уряд, впродовж першої половини березня 1917 р. в Шепетівці обрано Ради робітничих і солдатських депутатів, які незабаром об'єдналися в одну Раду.

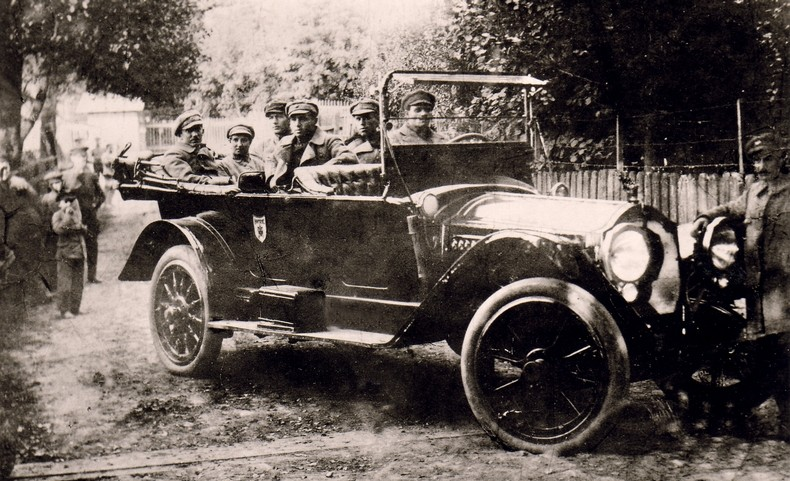
Командант Січових Стрільців Євген Коновалець (перший ліворуч) у Шепетівці. Жовтень 1919 р.

Перемога Жовтневого збройного перевороту у Петрограді викликала в Шепетівці численні демонстрації і мітинги. 13 грудня 1917 р. на цукровому заводі відбувся заколот робітників за участю російських солдатів гарнізону, на якому було проголошено радянську владу. Та вже через кілька днів у Шепетівці до влади прийшла Центральна Рада, війська якої увійшли до містечка. Проте протримались вони в місті недовго. На початку січня 1918 р. в Шепетівці було відновлено радянську владу.
В лютому 1918 р. містечко відбили гетьманські війська, які господарювали тут майже до кінця року. Потім влада перейшла до Директорії.
У 2-й половині квітня 1919 року в районі Шепетівки розгорнулися жорстокі бої. Частини 1-ї та 2-ї Українських радянських дивізій 7 травня захопили містечко.
У серпні 1919 року влада в Шепетівці перейшла до війська Симона Петлюри, наприкінці року місто окупували польські легіони. У липні 1920 року в Шепетівку ввійшли частини 45-ї стрілецької дивізії під командуванням Й. Якіра, які незабаром змушені були поступитися владою армії УНР.
У 1919 році в Шепетівці ходили власні гроші — оскільки влада часто мінялась, єврейська громада міста вирішила випускати місцеві грошові купюри — карбованці.
В 2-й половині листопада 1920 р. Шепетівку знову загарбали більшовики, створено комітет незаможних селян.

### Радянський період
У 1922 р. містечко стало центром району, до якого увійшли 3 волості (Шепетівська, Хролинська, Судилківська) тодішнього Ізяславського повіту Волинської губернії.
Зважаючи на зростання промисловості міста і наявність залізничного вузла з 5-ма напрямками (на Київ, Коростень, Тернопіль, Здолбунів, Проскурів), у 1923 році ухвалено перенести окружний центр з Ізяслава до Шепетівки. Після ліквідації повітів і волостей у березні 1923 року у Волинській губернії було утворено три округи: Шепетівську, Новоград-Волинську, Житомирську.
29 травня 1923 року рішенням окрвиконкому містечко Шепетівка визнано містом (кількість жителів — 12072 чол.)
На кінець відбудовчого періоду в місті не тільки було відновлено довоєнний рівень господарства, але й зроблено значний крок уперед в розвитку промисловості, торгівлі, культури.
Проте не оминули Шепетівку ні Голодомор 1932—1933 років, ні репресії 1937—1938 років. Документи засвідчують, що в Грицівському районі (тепер частина Шепетівського району) голодна смерть скосила 6 тисяч, у Шепетівському — понад 5 тисяч осіб. Зараз на місці поховання жертв Голодомору встановлено пам'ятний хрест.

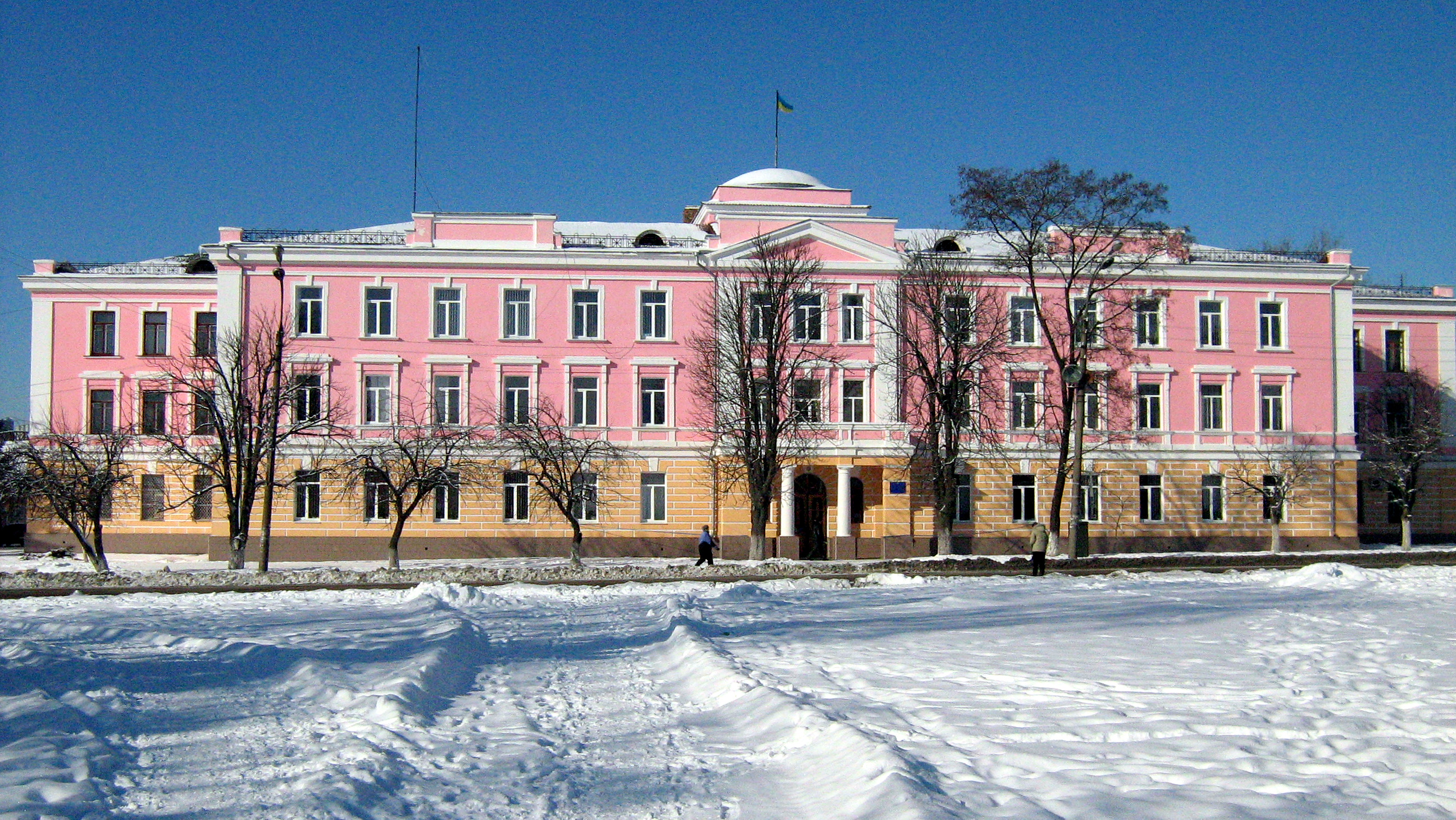
Будівля Шепетівської районної державної адміністрації

У рік Великого терору (1937) в Шепетівці було знищено більше 160 осіб різних національностей і професій, сотні людей були виселені з міста як сім'ї «ворогів народу». В цю трагічну пору Шепетівка виходить зі складу Вінницької області, де перебувала з 1932 року, і стає одним із міст Кам'янець-Подільської області.
Протягом 1939—1940 років у Шепетівці розташовувався табір НКВС СРСР, де перебували в ув'язненні близько 12 тисяч осіб.

### Друга світова війна. Рух Опору
З 22 червня 1941 року місто знову зазнало жорстоких воєнних випробувань. Вже цього дня, вранці, літаки нацистської Німеччини бомбардували залізничну станцію Шепетівка. 4 липня 1941 року німецькі війська заволоділи містом. Невдовзі місто стало центром однойменного ґебіту. За неповних три роки німецької окупації в Шепетівці знищено понад 30 тисяч чоловік у місцевому гетто, концтаборах для військовополонених. Так, 25 червня 1942 за один день було розстріляно близько 5000 євреїв. [Архівовано 29 червня 2016 у Wayback Machine.]
Примусово з міста і району було вивезено на каторжні роботи в неволю біля двох тисяч чоловік.
Та Шепетівка не корилася ворогові. Місцеві підпільники і партизани боролися з німцями впродовж усієї німецької окупації.
Із середини березня 1943 р. УПА почала партизанську боротьбу проти німецьких окупантів. У червні 1943 р. вояки УПА захопили захищені військові продовольчі склади в Шепетівці
Зокрема у Шепетівці була легендарна Шепетівська операція УПА — військова операція «диверсійно-демонстративного характеру» Української Повстанської Армії («Поліської Січі»), в результаті якої було звільнено від німців місто Шепетівку (УПА підпорядковувалась ОУН(Б), а "Поліська Січ" - Тарасу Боровцю, а відтак - начебто петлюрівським генералам в екзилі). Проводилася в межах так званої другої фази боротьби УПА проти німців, що спрямовувалася проти військових транспортів, що рухалися на фронт і відбиття поїздів з пограбованим українським майном і людьми.
«Шепетівська операція» була проведена в ніч на 19 серпня 1942 року з'єднаною групою бригад УПА на вузловому залізничному пункті Шепетівка. Як наслідок, повстанці заволоділи чотирма ешелонами різного майна. Крім того, звільнено два ешелони людей, яких везли на примусові роботи до Німеччини. Того ж дня підрозділи УПА залишили місто. Детальніша інформація про перебіг акції відсутня. Відомості про неї походять передусім з книги головного командира УПА Тараса Бульби-Боровця, в якій він дещо пафосно, оповідає про «Шепетівську операцію», на підставі розповідей двох командирів, які безпосередньо командували операцією.
Про схожу акцію УПА повідомляється й у німецьких звітах від червня 1943 року. Йдеться про «українську банду», що захопила добре захищені військові продовольчі склади в Шепетівці.
Крім цього, у місті діяли радянські партизани, зокрема відома дитина-партизан Валя Котик.

Будівля Шепетівської міської ради

### Післявоєнний період
11 лютого 1944 року війська 60-ї армії 1-го Українського фронту під командуванням генерал-лейтенанта Івана Черняхівського захопили місто.
Розпочалась відбудова рідного міста, зруйнованого війною. У першу чергу — історичної гордості шепетівчан: цукрового заводу і залізниці, які діють з давніх часів і до сьогодні.

## Географія

### Клімат
| Клімат Шепетівка                    | Клімат Шепетівка | Клімат Шепетівка | Клімат Шепетівка | Клімат Шепетівка | Клімат Шепетівка | Клімат Шепетівка | Клімат Шепетівка | Клімат Шепетівка | Клімат Шепетівка | Клімат Шепетівка | Клімат Шепетівка | Клімат Шепетівка | Клімат Шепетівка |
| Показник                            | Січ.             | Лют.             | Бер.             | Квіт.            | Трав.            | Черв.            | Лип.             | Серп.            | Вер.             | Жовт.            | Лист.            | Груд.            | Рік              |
| Абсолютний максимум, °C             | 10,4             | 16,4             | 23,0             | 30,5             | 31,5             | 32,5             | 35,0             | 35,2             | 36,6             | 27,3             | 21,7             | 13,6             | 36,6             |
| Середній максимум, °C               | −1,4             | −0,2             | 5,3              | 13,7             | 20,2             | 22,6             | 24,5             | 24,1             | 18,8             | 12,3             | 4,8              | 0                | 12,1             |
| Середня температура, °C             | −4               | −3,2             | 1,5              | 8,7              | 14,6             | 17,3             | 19,2             | 18,5             | 13,8             | 8,1              | 2,1              | −2,4             | 7,9              |
| Середній мінімум, °C                | −6,7             | −6,2             | −2,2             | 3,6              | 8,9              | 12,0             | 13,8             | 12,9             | 8,9              | 3,9              | −0,6             | −4,7             | 3,6              |
| Абсолютний мінімум, °C              | −30,6            | −30              | −26,8            | −6,3             | −3,9             | 1,4              | 5,7              | 3,5              | −4               | −9,1             | −20,6            | −25,3            | −30,6            |
| Норма опадів, мм                    | 31.2             | 34.3             | 31.0             | 41.4             | 53.6             | 85.6             | 84.9             | 64.5             | 54.8             | 35.8             | 35.4             | 36.1             | 588.6            |
| ----------------------------------- | ---------------- | ---------------- | ---------------- | ---------------- | ---------------- | ---------------- | ---------------- | ---------------- | ---------------- | ---------------- | ---------------- | ---------------- | ---------------- |
| Джерело: Клімат та погода Шепетівка |                  |                  |                  |                  |                  |                  |                  |                  |                  |                  |                  |                  |                  |

## Населення
Історична динаміка національного складу за даними переписів:
|          | 1926   | 1939   | 1959   | 1989   | 2001   |
| -------- | ------ | ------ | ------ | ------ | ------ |
| українці | 54,6 % | 60,8 % | 69,3 % | 82,6 % | 90,7 % |
| росіяни  | 11,9 % | 11,0 % | 16,0 % | 10,7 % | 5,8 %  |
| поляки   | 6,8 %  | 5,8 %  | 6,6 %  | 3,4 %  | 2,0 %  |
| білоруси | 1,0 %  | 1,3 %  | 0,9 %  | 0,6 %  | 0,3 %  |
| євреї    | 24,8 % | 19,5 % | 6,3 %  | 2,0 %  | 0,3 %  |

Національний склад населення за даними перепису 2001 року:
| Національність  | Відсоток |
| --------------- | -------- |
| українці        | 90,68%   |
| росіяни         | 5,77%    |
| поляки          | 1,97%    |
| білоруси        | 0,38%    |
| євреї           | 0,26%    |
| роми            | 0,18%    |
| вірмени         | 0,11%    |
| інші/не вказали | 0,65%    |

### Мова
Розподіл населення за рідною мовою за даними перепису 2001 року:
| Мова            | Чисельність, осіб | Доля   |
| --------------- | ----------------- | ------ |
| Українська      | 44 850            | 93,46% |
| Російська       | 2 730             | 5,69%  |
| Ромська         | 60                | 0,13%  |
| Польська        | 39                | 0,08%  |
| Білоруська      | 37                | 0,08%  |
| Вірменська      | 34                | 0,07%  |
| Румунська       | 24                | 0,05%  |
| Єврейська       | 13                | 0,03%  |
| Інші/Не вказали | 201               | 0,41%  |
| Разом           | 47 988            | 100%   |

## Релігія
- Церква Святого Михаїла[14][15]
- Церква Святих Бориса і Гліба

## Освіта
У Шепетівці працює 9 закладів загальної середньої освіти:
- Гімназія №1 (вул. Соборності, 3)
- Гімназія №2 (вул. Героїв Небесної Сотні, 34);
- Гімназія №3 (вул. Судилківська, 19);
- Гімназія №4 (вул. Захисників України, 75);
- Гімназія №5 (проспект Миру, 27);
- Шепетівський навчально-виховний комплекс №3 у складі «Загальноосвітня школа І-ІІІ ступенів ім. Н. Рибака та ліцей з посиленою військово-фізичною підготовкою» (вул. Українська, 67);
- Шепетівська загальноосвітня школа І-ІІІ ступенів № 8 (вул. Шкільна, 70);
- Ліцей №1 ім.Героя України М.Дзявульського (вул. Просвіти, 61);
- Ліцей №2 (вул. Героїв Небесної Сотні, 56-А).

У місті також працюють районні художня та музична школи, що представляють сектор позашкільної освіти для талановитих дітей.
Навчальні заклади Шепетівки:
- Шепетівський медичний технікум (пр. Миру, 26);
- Шепетівський коледж Подільського державного аграрно-технічного університету (пр. Миру, 25).

Шепетівський професійний ліцей (ШПЛ) № 20 (пр. Миру, 23)

## ЗМІ
У Шепетівці представлені такі засоби масової інформації:
- газети:
  - «Шепетівський вісник» — міськрайонне видання (засновники — Шепетівська міська і районна ради, РДА, трудовий колектив редакції газети); наклад до 7800 примірників щотижня; виходить двічі на тиждень;
  - «День за днем» — обласний інформаційно-аналітичний тижневик; засновник Фрейліхман З. Ю.; щотижневий тираж — 7600 примірників;
- телебачення:
  - ТОВ ТРК «Лайк ТВ», розпочала роботу у 2017 році на базі колишнього ТОВ ТРК «Шанс»[18]. Директор – депутат міської ради 8-го скликання Руслан Савчук[19]

У місті працює КП «Шепетівська друкарня».
- Інтернет ресурси:
  - Сайт міста Шепетівка 3840.com.ua[20]
  - Офіційний сайт Шепетівської міської ради[21]
  - Сайт газети «Шепетівський вісник»[22]
  - Сайт міста Шепетівка [Архівовано 7 лютого 2019 у Wayback Machine.][23]
  - Сайт газети «День за днем» [Архівовано 17 лютого 2018 у Wayback Machine.]
  - Портал «Хмельниччина Північ [Архівовано 23 квітня 2021 у Wayback Machine.][24]»[24]

## Природоохоронні об'єкти
- Шепетівський заказник
- Шепетівський дендропарк
- Дубовий Гай (пам'ятка природи)

### Згадки в мистецьких творах
- Шепетівка згадується у сатиричному радянському романі Золоте теля.

- Згадка міста присутня у назві однієї з пісень шансоньє Успенської.

- Дія кіберпанк-роману "Зніми VR-оки" Сергія Клімовича зокрема відбувається і в Шепетівці.

### Пам'ятки
У Шепетівці нараховується 14 пам'яток архітектури, серед яких краєзнавчий музей та Музей пропаганди, а також 25 пам'яток історії, дві з яких пов'язані з життям М. Островського, дві — будинки де жили особи, нагороджені званням героя Радянського Союзу, більшість пов'язані з діями радянських воїнів та комсомольців.

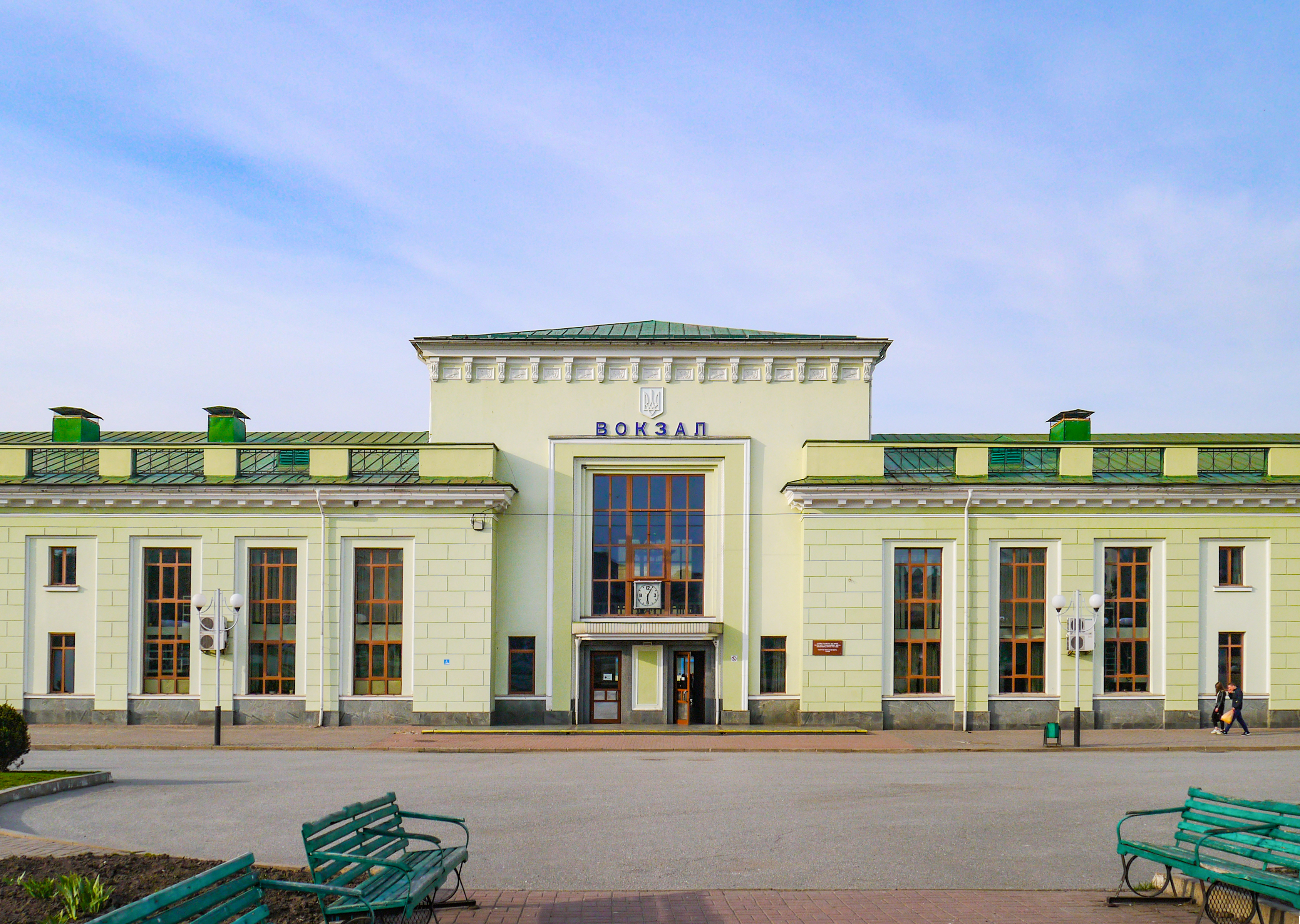
Залізничний вокзал
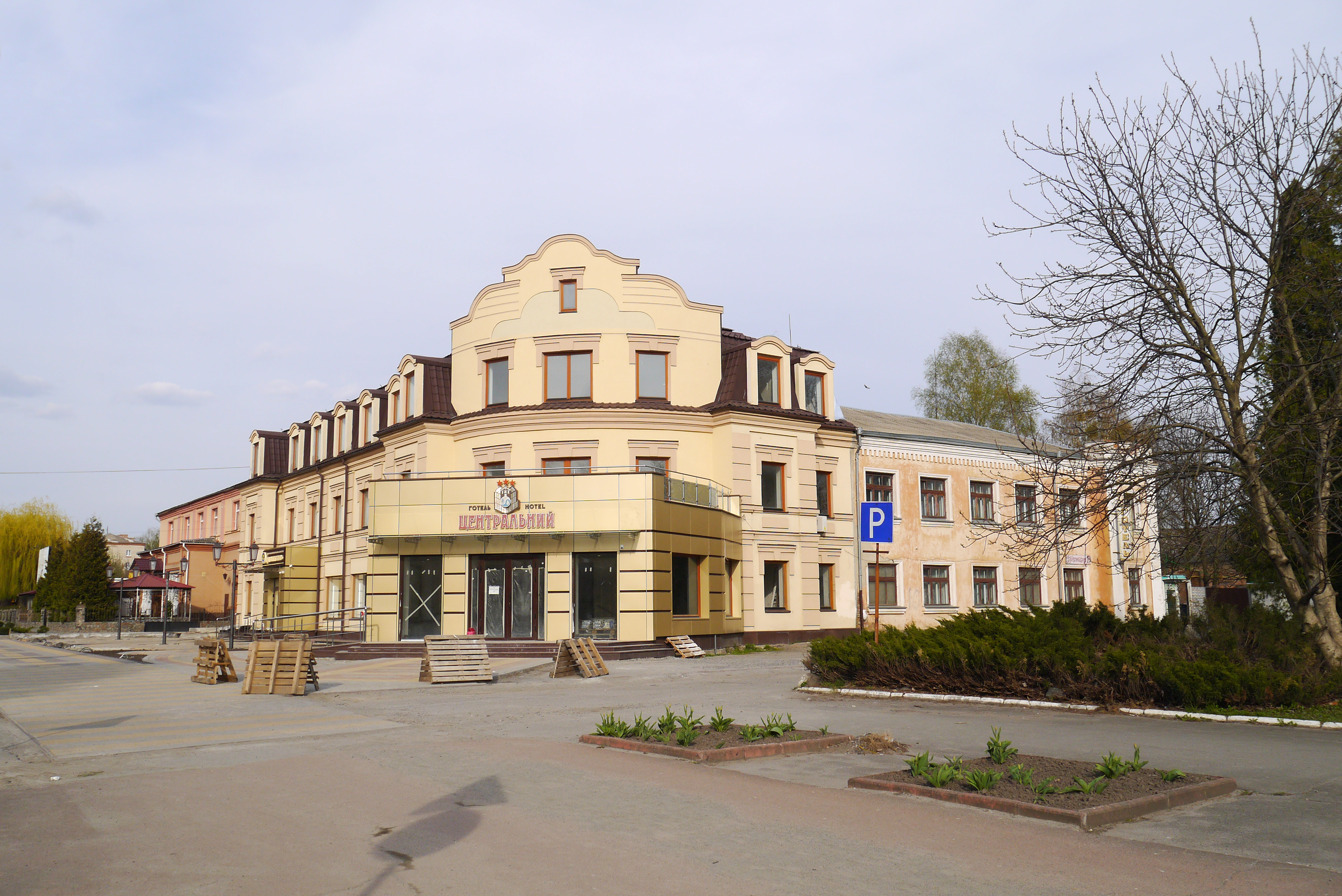
Готель «Центральний»
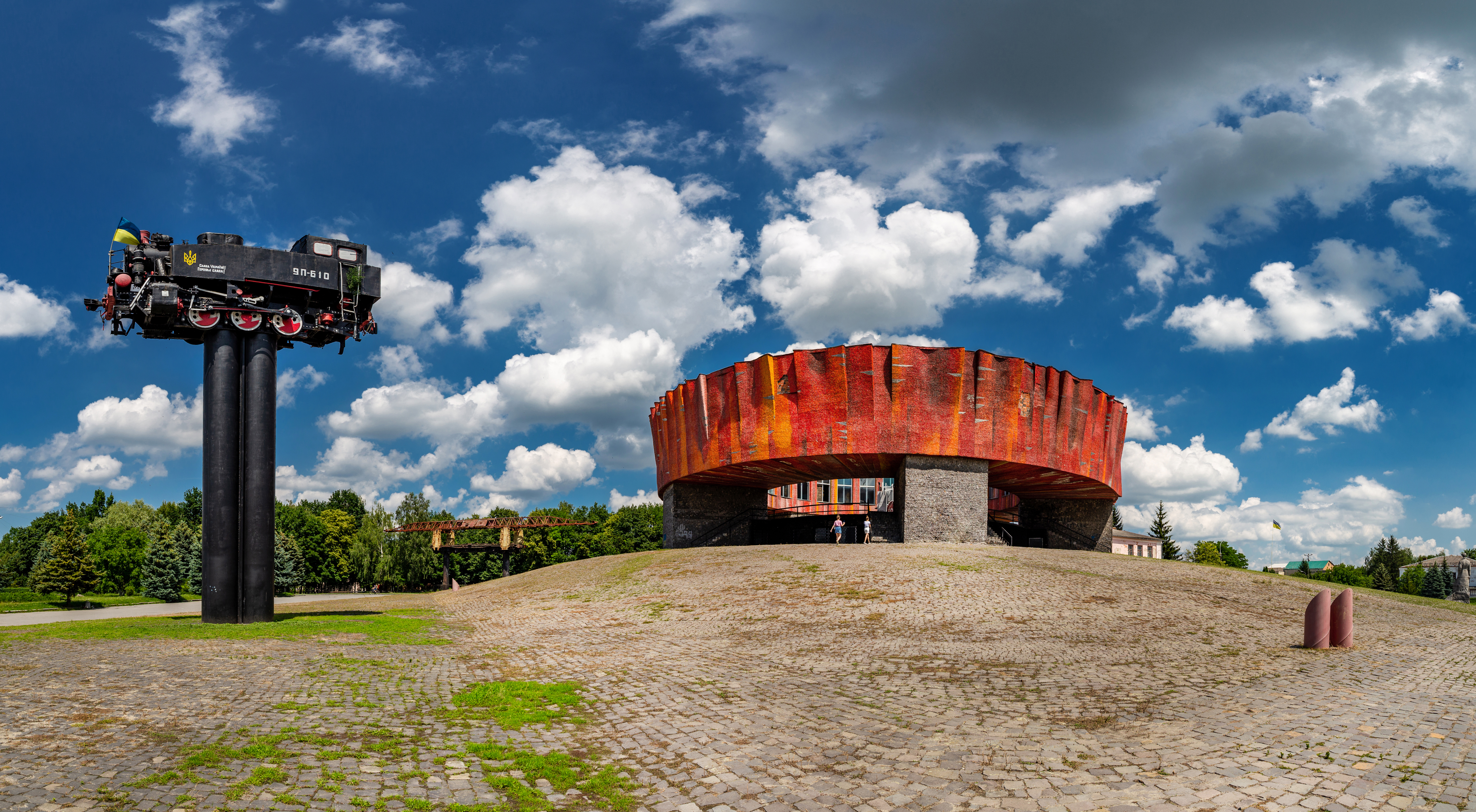
Музей пропаганди
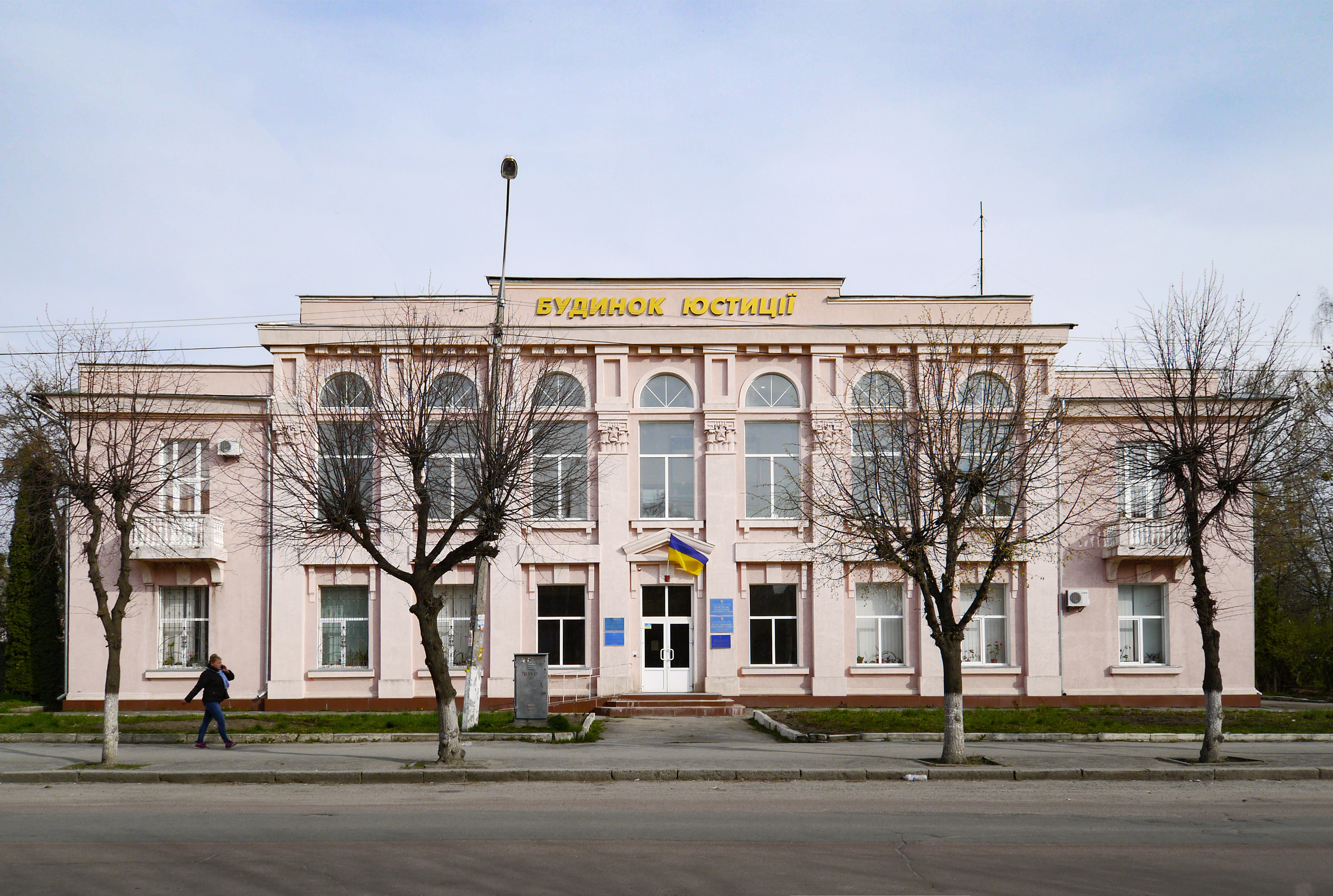
Будинок юстиції
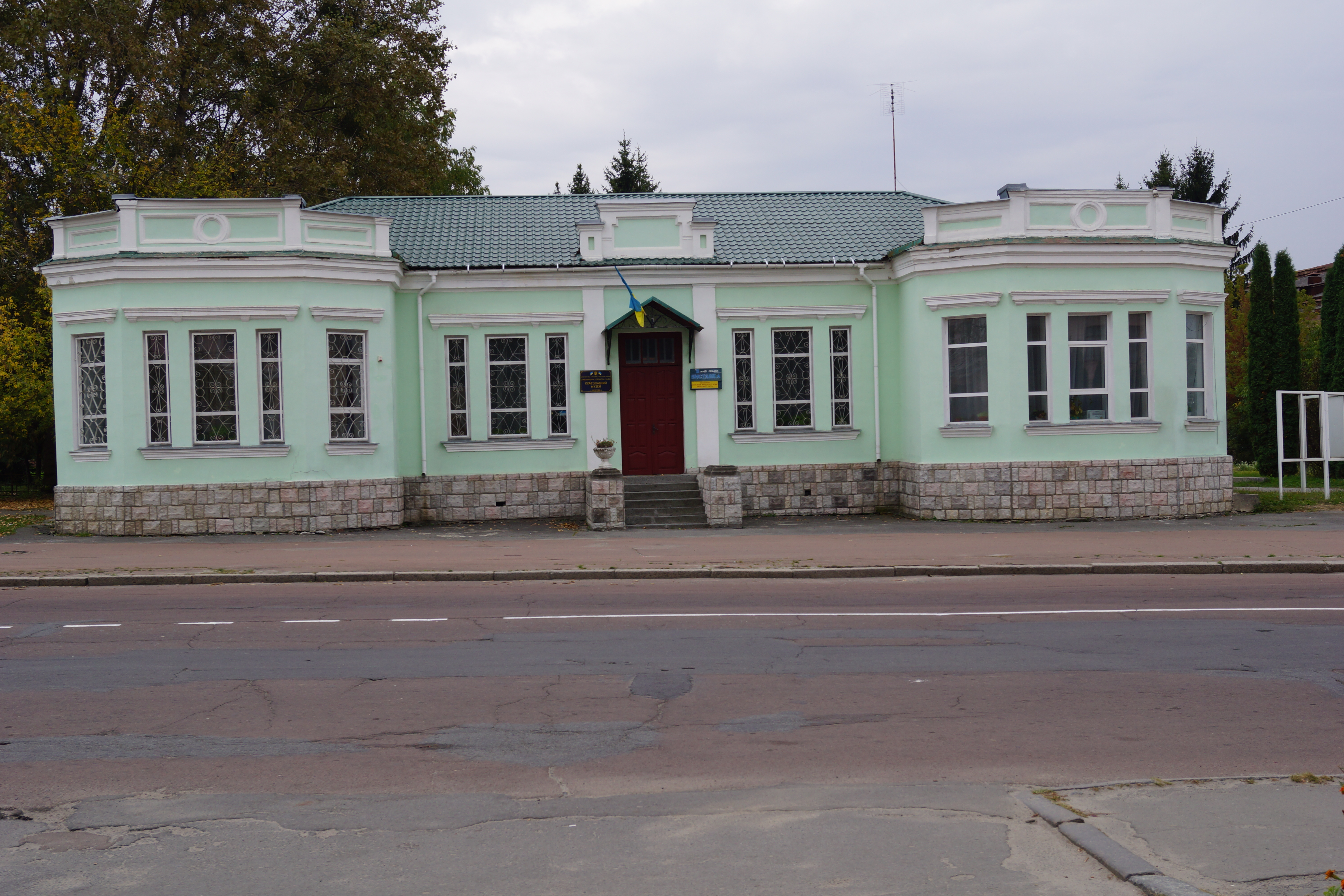
Шепетівський краєзнавчий музей
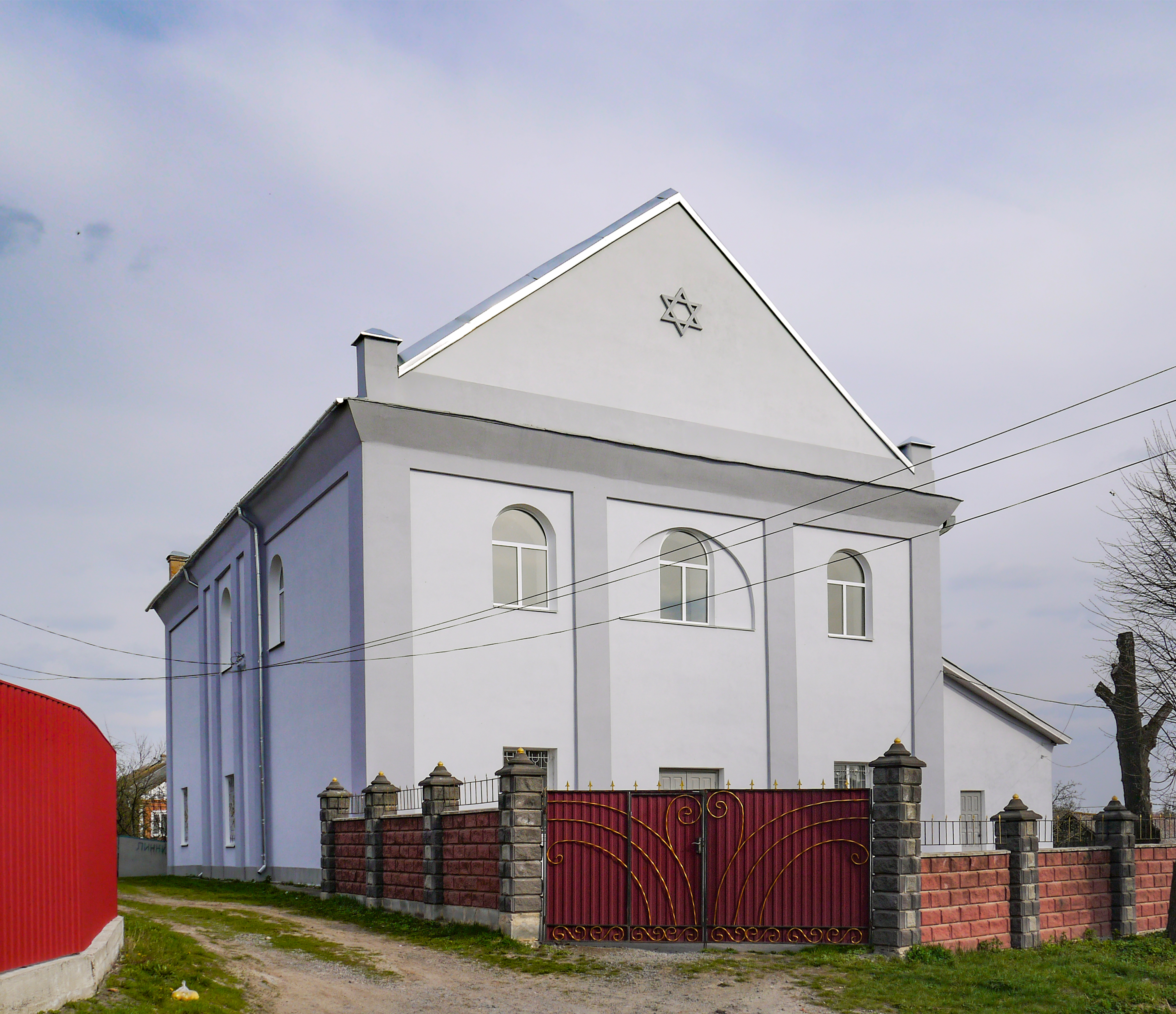
Синагога (Шепетівка)

### Заклади культури
У Шепетівці діє ряд закладів культури та дозвілля, працюють творчі колективи різного спрямування.
Серед шепетівських закладів культури:
- Дитяча музична школа
- Шепетівський міський палац культури;
- музеї:
  - Шепетівський краєзнавчий музей;
  - Музей пропаганди;
- 3 бібліотеки;
- кінотеатр імені Островського.
- Комунальна установа «Шепетівський парк культури і відпочинку»

### Творчі колективи
У Шепетівці організовані й діють такі творчі колективи:
- Вокальний гурт «Кумасі» (кер. Жанна Балагур)
- Народний аматорський струнний ансамбль «Ліра» ДМШ (кер. Олена Кабацій);
- Народний аматорський ансамбль народних інструментів ДМШ (кер. Ніна Лукашенко);
- Народний аматорський колектив «Диксиленд» ДМШ (кер. Іван Кабацій);
- Оркестр народної музики та естрадно-симфонічний оркестр ДМШ. (кер. Яровий Олександр);
- Народний аматорський ансамбль естрадної пісні «Ретро» (кер. Євгенія Гаєвська);
- Народний аматорський ансамбль спортивно-бального танцю «Віват» МБК (кер. Вікторія Талімончук та Олена Новомодна);
- Народний аматорський молодіжний театр «Браво» (кер. Червінська Галина);
- Зразковий театр естрадної пісні «Водограй» МБК (кер. Ольга Войтенко);
- Народний аматорський гурт «Кальцій» МБК (кер. Олег Цьомик);
- Народний аматорський ансамбль народної пісні «Колорит» МБК (кер. Валентина Шевчук);
- Народний аматорський хоровий колектив «Пролісок» УТОСу (кер. Михайло Штогрін);
- Хор ветеранів війни та праці (кер. Олександр Кондратюк);
- Ансамбль спортивно-бального танцю «Асорті» (кер. Людмила Денисюк);
- Колектив спортивно — бального танцю «Овація»(кер. Яна Бейзимова);
- Ансамбль сучасного танцю «Інеш» (кер. Інна Гордійчук);
- Драматичний гурток «Лицедії» (кер. Людмила Тимошенко);
- Колектив народного танцю (кер. Світлана Яворська).
- Зразковий ансамбль спортивно-бального танцю «Браво» (кер. Діана Кучер)
- Капелло гурт «Clapping»

## Міста-побратими
- Карлскуга, Швеція (2024)[25]

## Люди, пов'язані з містом

### Уродженці

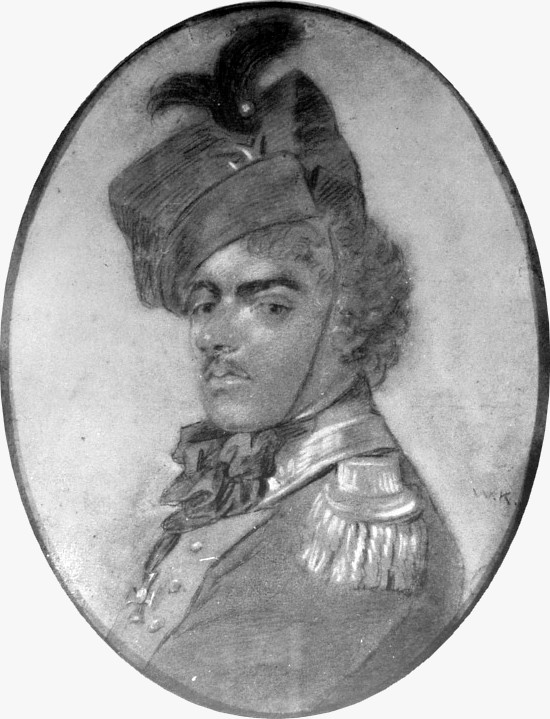
Євстахій Санґушко

Петро Єрченко

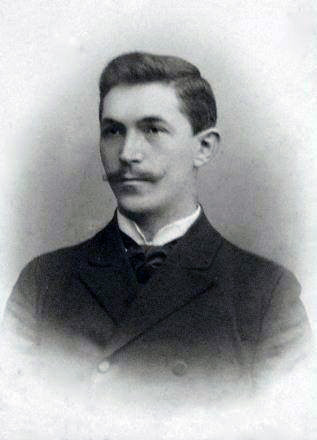
Данило Щербаківський

- Богдан Вікторович Грицай — український борець вільного стилю. Майстер спорту України міжнародного класу.
- Давидов Ярослав Олегович (1994—2014) — український військовик, учасник російсько-української війни.
- Аркадій Анін — ізраїльський лікар, поет.
- Юрій Боярунець — поет.
- Володимир Васьків — письменник, пісняр, маляр.
- Юрій Гамрецький — історик.
- Вацлав Ґірса — чеський лікар, дипломат.
- Гудзенко Жанна Прокопівна (* 1939) — українська лікар-педіатр, докторка медичних наук, професорка.
- Микола Дзявульський — герой Майдану.
- Драчук Валентин Вікторович (1975—2014) — старшина ЗСУ, учасник російсько-української війни, загинув у боях з окупантами під Волновахою 30 грудня 2014 року.
- Петро Єрченко — науковець.
- Зябрев Сергій Анатолійович (1976—2021) — майор Збройних Сил України, учасник російсько-української війни.
- Кашлаков Василь Олегович (1987—2015) — старший лейтенант Збройних сил України, учасник російсько-української війни.
- Коваль Максим Олександрович (1993—2014) — український солдат 24-ї механізованої бригади, учасник російсько-української війни.
- Юзеф Потоцький — польський дипломат;
- Збіґнєв Ковальський — польський морський офіцер, дипломат;
- Ростислав Кондратюк — український астроном;
- Анатолій Копилов — історик;
- Кревогубець Ярослав Іванович (1989—2015) — солдат ЗСУ, учасник російсько-української війни.
- Анатолій Лисецький — економіст;
- Дмитро Виленський — ґрунтознавець, геоботанік;
- Ляшенко Ігор Вікторович (1977—2014) — український військовик, підполковник Збройних сил України, учасник російсько-української війни.
- Володимир Марцинковський — український вчений-машинобудівник;
- Панкратій (Кашперук) — російський церковний діяч;
- Савіцький Борис Борисович (1990—2022) — сержант Збройних сил України, учасник російсько-української війни.
- Свист Ольга Михайлівна (* 1987) — український лікар-педіатр, заслужений лікар України.
- Сенькевич Микола Миколайович (1992-2023) — старший лейтенант Збройних Сил України учасник російсько-української війни.
- Теодор Тоепліц — польський громадський діяч;
- Маргарита Шевчик — черниця, блаженна;
- Віталій Юрченко — кінознавець, редактор;
- Юлія Банкова — журналістка
- Числюк Валерій Анатолійович (1976—2015) — солдат Збройних сил України, учасник російсько-української війни.
- Тимошишин Олександр Андрійович (1985—2016) — солдат Збройних сил України, учасник російсько-української війни.
- Шевчук Володимир Віталійович (1967—2016) — молодший сержант Збройних сил України, учасник російсько-української війни.
- Валентина Тютіна (Матвієнко) — радянська і російська державна діячка, дипломат. Згідно з рішенням Шепетівської міської ради та громади міста від 2 березня 2014 року Матвієнко занесена на дошку ганьби міста під номером один[26] (Рада Федерації РФ під її головуванням дала дозвіл Володимиру Путіну на введення російських військ на територію України). За дії щодо анексії Криму до Матвієнко застосовані санкції ЄС — їй заборонено в'їзд до країн Євросоюзу та заморожені всі активи на його території.[27]
- Прейгерзон Григорій Ізраїлевич (1900—1969) — єврейський письменник.
- Сергій Клімович (1909—1946) — герой Радянського Союзу.
- Шиманюк Андрій Сергійович (1995-2024) — солдат Збройних сил України, учасник російсько-української війни.

### Мешканці
- Віктор Анушкевичус — політичний діяч;
- Балда Ігор Іванович (1959—2015) — солдат Збройних сил України, учасник російсько-української війни.
- Борис Бегоулєв — радянський герой;
- Микола Вашуленко — мовознавець, педагог;
- Михайло Колос — юрист, суддя;
- Валентин Котик — радянський герой;
- Володимир Кочубей — краєзнавець, археолог;
- Анатолій Кучер — громадський діяч;
- Микола Ледянко — радянський письменник, політпрацівник;
- Микола Островський — радянський письменник, чекіст;
- Василь Попелюшко — юрист, адвокат;
- Герась Соколенко — поет, журналіст, підпільник.

### Гості
- Остап Вишня — письменник, сатирик;
- Сергій Гамченко — археолог;
- Йосип Гірняк — актор, режисер;
- Артур Кестлер — угорський і британський філософ, письменник, журналіст;
- Євген Коновалець — військовий і державний діяч;
- Михайло Коцюбинський — письменник, громадський діяч;
- Юзеф Ігнацій Крашевський — польський письменник, громадський діяч;
- Микола Куліш — письменник, драматург;
- Микола Любинський — державний діяч, дипломат, мовознавець;
- Наполеон Орда — білорусько-польський художник;
- Степан Орлик — церковний діяч;
- Оксана Павленко — художниця;
- Симон Петлюра — державний і політичний діяч;
- Арсен Річинський — громадський, політичний і церковний діяч, лікар;
- Євстахій Санґушко — польський військовий діяч;
- Олександр Севрюк — державний і громадський діяч;
- Леся Українка — письменниця, перекладачка, культурна діячка;
- Данило Щербаківський — етнограф, археолог, музеолог.

## Цитати
Шепетівка, мале містечко славне тільки мінеральними водами, до яких влітку з'їжджаються ті, хто не може або не хоче вибратися закордон — показалася мені за лісами, серед пагорбів. Церква із зеленим дахом і зображеннями святих в інтер'єрі, як тут є зазвичай, кілька корчм свіжо після пожежі відбудованих, кілька акуратних будівель коло стежок — з рештою гори на віддалі і фізіогномія волинська — ото ціла Шепетівка. Жодних старожитностей, жодних спогадів, окрім єдиної битви останніх років XVIII сторіччя, що частково, поблизу містечка сточилася. — Юзеф Ігнацій Крашевський, Спомини Волині, Полісся і Литви

 — Невже ж Шепетівка й до ширіньки додивлятиметься? Що Ви мені з отою Шепетівкою? А я такі хочу носить, а не такі, як митні урядовці. Де є такі правила, щоб я обов'язково носив кальсони без хризантем? — Остап Вишня, Як переїхати митницю

 Як репортер я перетинав кордони майже всіх європейських і кількох азійських країн, але з таким оглядом не зіштовхувалися: митники… розпакували весь багаж, розклали наше добро на стійці та на брудній підлозі; вони розгорнули всі пакунки, розкрили коробки цукерок й пакетики з запонками, переглянули кожну книжку, перевірили кожен аркуш паперу. Потім вони заходилися упаковувати все, як було. Це тривало півдня, і поки огляд не завершився, у вагони нас не пускали — наші купе тим часом настільки ж ретельно обшукували.

Більшість пасажирів поїзда були росіянами. Вони везли, головним чином, їжу. На стійці й на підлозі митниці нагромаджувалися сотні фунтів цукру, чаю, олії, сосисок, лярду, печива й різноманітних консервів. Мене вразив вираз облич митників, що перебирали ці продукти: на них проступала заздрість, жадібність. Мені самому випадало голодувати, і я ні з чим не сплутав би той моторошний блиск в очах, із яким голодуючий бережно, любовно бере в руки шматок салямі. — Артур Кестлер, Невидимі записи

 — А як Ріо-де-Жанейро, — збуджено запитав Балаганов. — Поїдемо? — Ну його під три чорти! — з несподіваною злістю сказав Остап. — Все це вигадка, нема ніякого Ріо-де-Жанейро, і Америки нема, і Європи нема, нічого нема. Тай узагалі останнє місто — це Шепетівка, об яку розбиваються хвилі Атлантичного океану. — Оце так! — здихнув Балаганов. — Мені один лікар розповів, — продовжував Остап, — закордон — це міф про загробне життя. Хто туди попадає, той не вертається… — Ілля Ільф, Євген Петров, Золоте теля

Варшава це не Шепетівка. — Станіслав Зелінський, Дурне в голові

 — Скажіть, будь ласка, «історику», вас діти не запитують, чому наприклад, Шепетівка, в якій виростав Островський, називається все ж таки
Шепетівкою, а не названа ім'ям письменника?
Не запитують? А мене запитують <…> а я сказав їм чесно: хлопці та дівчата, я не знаю, чому й досі Шепетівка — не місто Островське. — Людмила Романюк, Мізантроп